# Csipke

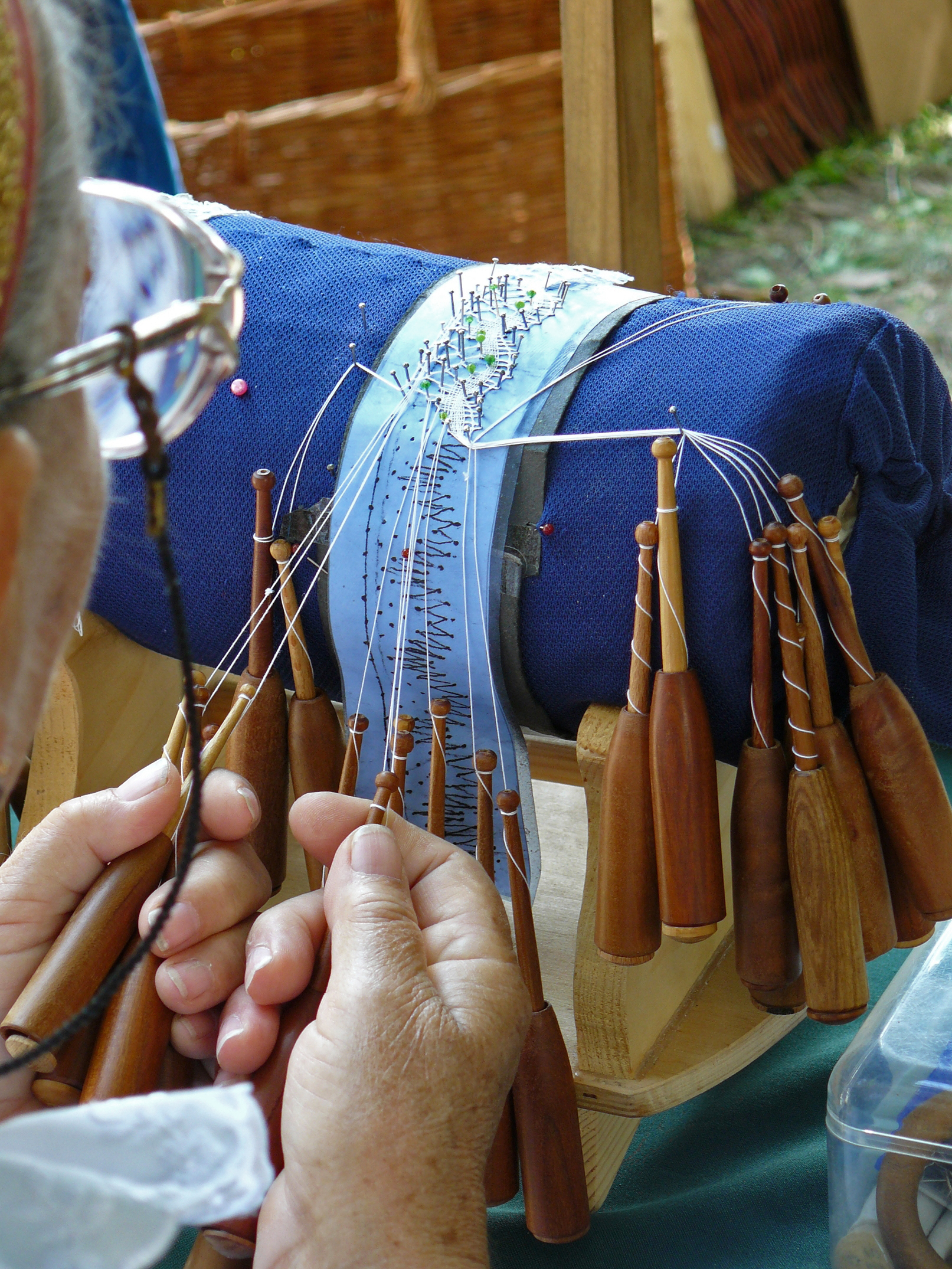
Csipkeverés

A csipke apró mintás textília, melynek sajátossága, hogy a mintát nem utólag viszik rá a kész anyagra, hanem a textil készítése közben jön létre maga a minta is. Ez a lyukacsos, áttört anyag könnyedsége, légiessége miatt igen reprezentatív megjelenésű, ezért az öltözködésben kapott először szerepet. Magyarországon már az Árpád-kori leletekből is megállapítható, hogy az uralkodók asszonyai nemcsak pompás ékszereket, hanem aranyfonálból varrott, áttört főkötőt viseltek.
A mai értelemben vett csipkét – akárcsak az üveg- és tükörművességet – az itáliai reneszánsz indította világhódító útjára, a pompa városából, Velencéből. Kezdetben viszonylag egyszerű, geometrikus mintájú darabok készültek, a 16. századtól azonban mind gyakoribbak lettek a leveles, virágos motívumok, ember- és állatalakok.

## Története[1]
Feltételezések szerint az egyiptomi és kopt szőttesek széleldolgozásánál jelentek meg azok a rojtszerű csomózások, amelyek a csipkekészítés kezdeteit jelenthették. A vert csipke a középkori Itália tengerparti városaiból származik, ahol a halászok a hálókészítésben alkalmazták a későbbi csipkekészítés technikáját. 1557-ből már egy mintakönyv is fennmaradt. A szászországi Érc-hegységben 1561-ben Barbara Uttman (Uthmann) honosította meg ezt a technikát, onnan terjedt el aztán széles körben, és ezért őt tekintik – valójában nem megalapozottan – a csipkeverés feltalálójának. Itálián és Szászországon kívül Flandriában is korán megismerték, itt kezdték először a lent használni a csipkeveréshez használt fonalak alapanyagául. Egy flandriai festő, Quentin Mattys 1495-ben készült egyik képén csipkeverőnőt ábrázolt.

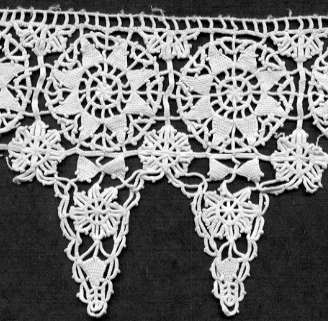
Reticella

Kezdetben a csipkét elsősorban fehérneműk széleinek díszítésére használták. Az 1600-as években jelennek meg a viseletben azok a gallérok és kézelők, amelyeket már teljes egészükben csipkéből készítettek. A vert csipke mellett elterjedt a varrott csipke (reticella) használata is. Európa déli részein a varrott, északi részein a vert csipke volt népszerűbb. A legszebb, leggazdagabb mintázatú, legjobb minőségű csipkéket Németalföldön, Brüsszelben, Antwerpenben, Gentben és Mechelenben készítették.
A csipkeipar virágkorát XIV. Lajos francia király uralkodásának (1643–1715) korára teszik, a csipkével díszített öltözékek a királyi udvarban rendkívül felkapottak voltak, de használatban voltak a polgári viseletben is.
A 16.–17. században zajló polgárháborúk miatt nagyon sok csipkeverő hagyta el Németalföldet és költözött át Franciaországba (Lille környékére és Alençonba), Angliába és Spanyolországba (Sevillába, Barcelonába), meghonosítva ezekben az országokban a csipkeverést. Az angol csipke, az ún. „Point d’Angleterre” a brüsszeli csipke utánzata, onnan menekült csipkeverőktől származik.
Magyarországon a 11.–15. század között létesült temetőkből kerültek elő olyan párták, övek, amelyeken ezüsthuzalból  vagy aranyozott fonalból készült vert csipkedíszítés volt. A losonci református templom kriptájában a 16. században készült és vert csipkével díszített ruhát találtak. Az 1300–1500 közé eső időszakban a csipkeverők a gombkötők és paszományosok céhéhez tartoztak. A magyar viseletben a középkor végén általánosan használtak csipkével díszített kézkeszkenőket, fehérneműket. Érdekes módon a 16. századtól kezdve Kecskeméten betiltották a város lakóinak színes csipkével díszített ruhadarabok viselését, de az aranyozott fonalból készülteket szabad volt hordani. Selmecbányán betiltották a nők csipkeveréssel való foglalkozását. A 17. században a Szepességben, Erdélyben magas színvonalon művelték ezt a mesterséget.
Először a felvidéki bányavárosokban terjedt el a csipkekészítés, így vált híressé elsőként a gömöri csipke. Ám hamarosan követte a csetneki csipke és a halasi csipke kialakulása is. Amilyen gyorsan elterjedt hazánk tájain a csipkeverés tudománya, olyan változatos motívumrendszerei alakultak ki, leggyakoribb mintái az életfa, a tulipánszerű virágminták, a pávatollas összetett virágzat, a gránátalma és az indás díszítés. A csipke eleinte nem önállóan fordult elő, hanem mint szegés, rendesen zsubrikolt dísszel is ellátott darabokon. Készültek menyasszony vállait és főkötőit díszítő leplek, vagy nagyobbak a gyermekágyas asszony ágya köré, és halottas lepelnek is.
A 19. században feltalált csipkeverőgép elterjedésével azonban már kiszorult a kézzel vert csipke. Feledésbe is merült volna, ha a 20. század elején néhány lelkes ember fel nem karolja és meg nem alapítja azokat a műhelyeket, iskolákat, ahol ezt a művészetet kézművesek tovább éltetik.

## Fajtái
A csipkének két alapvető fajtája van. Itáliából terjedt el a varrott csipke, amelynek anyaga a fehér lenfonal. Technikailag az a lényege, hogy a varrónők tűvel a kezükben egyetlen fonallal (gomblyukvarráshoz hasonló öltésekkel) dolgoznak. A vert csipke, az úgynevezett klöpli viszont több fonalból készül; a verőpálcának nevezett orsókról a rájuk tekert fonalakat a henger alakú párnára tűzött gombostűk köré fonják, csavarják, szövik a megadott minta szerint. A vert csipke közvetlen elődje a rojt. A szövetdarab végének lelógó szálait kellett a felbomlástól megóvni s ezért összefonták, összecsomózták őket s így egy organikus lezárást kaptak.

## Viselete
A csipke a ruházaton mell-, gallér- és kézelőfodorként volt divatos, de nem csak díszként szolgált, hanem drága holmi lévén viselőjének társadalmi rangját, vagyoni helyzetét is érzékeltette. A 17. században szinte plasztikaként ható, a kényelemre fittyet hányó, hatalmas csipkeköltemények születtek. Ugyanakkor a csipke igen korán megjelent az ágy- és párnahuzatokon is.

## Híres csipkekészítők[1]

### Brüsszeli csipke

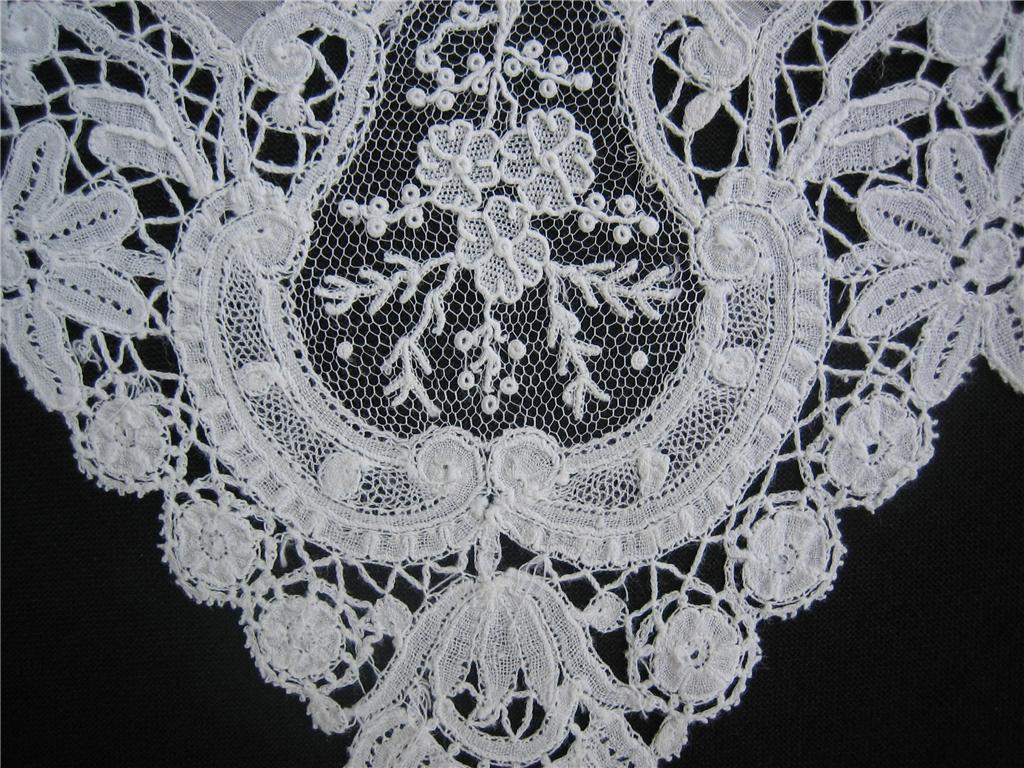
19. századi brüsszeli csipke, „Duchess” mintázattal

A brüsszeli csipke a legfinomabb brabanti lenfonalból készült. A legkorábbi csipkék kizárólag vetéltek voltak, a 18. századtól kezdve terjedt el a varrott csipke. Manapság a brüsszeli csipkék szinte kizárólag varrottak. A csipke hálóját régebben varrták vagy vetélték (verték), manapság a bobinet-géppel előállított tüll szolgál a csipke hálójául.
A belga csipkekészítés első említése V. Károly német-római császár (1500 – 1558) uralkodásának idejéből származik, aki elrendelte, hogy a csipkekészítést a németalföldi tartományok iskoláiban és zárdáiban oktassák. Ezt követően a reneszánsz és a felvilágosodás idején a csipke igen keresett divattárgy lett, és a csipkedíszítésűek felváltották a korábban divatos hímzett ruhákat.
A csipkekészítést technikáit is belga területen fejlesztették ki és vitték tökélyre. A varrott csipkét ma is készítik Alst város környékén, ezt a csipkét a közeli Brüsszelben árusították a legkorábbi időktől fogva, ezért „brüsszeli csipke” néven vált ismertté. A másik technika a vert csipke, amely elsősorban Brugge város és környékén terjed el.
Mivel a csipkekészítés igen hosszadalmas és nehézkes folyamat, ma már nem léteznek csipkegyárak Belgiumban, de körülbelül ezren (túlnyomó részt 50 és 90 év közötti asszonyok) ma is készítenek csipkét kézzel. Az egyik leghíresebb, ma is aktív manufaktúra a Louise Verschueren.

### Gömöri csipke
Ma már a felvidéki csipkéknek, a gömöri, a liptói és szepességinek az összefoglaló nevét értjük gömöri csipkén. A legnagyobb részük egyetlen motívumnak egymás mellé helyeződéséből, ismétlődéséből áll. A Felső-Gömörben található régi, öltéssel előállított hímzések nagyjából egyeznek is a többi felvidéki hímzésekkel egy kivétellel. Ez két teljes réteg vászonnak egymásra varrásából alakult ki úgy, hogy az ornamentális indák menetének helyére a két réteg közé zsinórt varrtak s ezáltal az egészet relief-szerűvé tették. Élénkíti a rajzát ennek az a sűrű csomózás is, a mellyel az egyes szirmokat kitöltötték. Felvidék híres csipkéje volt még a sóvári csipke. Érdekes, hogy a sóvári csipke esetében egyes kutatások azt mutatják, hogy a csipkeverés története a 17. századig nyúlik vissza. A csipke készítése a magyarok lakta Bánya-Sóváron volt jelentős, ezért említik sóbányai csipkének is. A bányász lányok viselete még a 19. század közepén is csupa csipke volt. Viseltek egy darabban vert csipkekendőt, főkötőt, élénk színű csipkeujjast, amit csipkecsíkokból dolgoztak össze, csipke gallért, sőt valószínű, hogy a szoknyájuk is csupa csipkéből volt varrva. A faluban mintegy 300 asszony foglalkozott a csipkeveréssel. Eperjesre a vásárba vitték az elkészült csipkéket, ahol egy főkötő készítő asszony dolgozta fel a csipkék egy részét. A főkötők homlok részét díszítette az 1-2 tenyérnyi széles, 30–40 cm hosszú csipke. E csipkék alapanyaga fekete és fehér pamut cérna, színes selyemfonal és sodrott ezüst- és aranyszál. A csipkék többsége színes. Fehér és fekete csipkét csak az öregasszonyok viseltek ünnepnapokon. A csipkének csak a körvonalát rajzolták meg. Így igen változatos csipkék készültek egyetlen rajz alapján is.

### Sóvári csipke
A Magas-Tátrától délre eső vidék a „sóvidék” (amely természetesen sóbányáiról kapta a nevét), itt a 17. század elejéig nyúlik vissza a csipkeverés tevékenysége, ami elsősorban a népviseletet szolgálta. Fehér és fekete cérnából, színes selyemfonalból, sodrott ezüst- és aranyfonalból készültek. A sóvári csipkének kilenc fajtáját különböztetik meg: vörös–sárga–zöld–lila színű selyemfonalakkal készített leveles mintázatú csipke; fehér–fekete fonalból készített leveles és pillangós mintázatú széles csipke; fekete alapon arany-és ezüstfonalakból készült, más színű pettyekkel díszített széles csipke; fekete alapon sárga selyemfonallal díszített, pillangós és pávaszemes mintázatú széles csipke; keskeny, fehér színű, tömörebb kivitelű leveles mintázatú csipke; ritkább szerkezetű széles csipke leveles mintákkal; ugyanez ezüstszálakkal díszítve; vörös és fekete fonalakból készített, leveles mintázatú keskeny csipke; csupán ezüstszálakból álló, színes pettyekkel díszített csipke.

### Bányai csipke
Besztercebánya, Körmöcbánya, Selmecbánya vidékéről származó csipke, amit fehér és krémszínű fonalakból készítenek geometrikus mintákkal.

### Torockói csipke
Az erdélyi Torockón a 17. század elejétől kezdtek csipkeveréssel foglalkozni és a csipkét a népművészetben felhasználni, ruhadarabjaik, ágyneműik, asztalneműik díszítésére. Szívesen alkalmaztak a levél motívumokat (ezeket „lánnának” nevezték) és fontos volt azok száma a mintán belül. Gyerekingeken lánna nélküli vagy egylánnás csipkét, nagylányok zöld kötényén piros gyapjúfonalból készített egy- és hatlánnás csipkét, a felnőtt asszonyok pártáján nagy felületű, aranyfonalból készített csipkét alkalmaztak, a mellre való csipkedísz piros, kék vagy fekete gyapjúból, esetleg aranyszálból készült.

### Balatonendrédi csipke

Balatonendrédi csipkemotívum a község címerében

Balatonendréden 1908-ban Kájel Endre szervezte meg az első csipketanfolyamot és ez a tevékenység hamar népszerű lett a faluban. A trianoni békeszerződést (1920) követően az elcsatolt területekről Magyarországra költözött menekültek számára szerveztek tanfolyamot, akik aztán más helyiségekben is elterjesztették ezt a háziiparban végzett foglalatosságot. Eleinte végcsipkéket készítettek fehérneműk szélére, később már luxuscikkek (terítők, függönyök) is kikerültek a kezük alól változatos mintázattal, amik egy részét külföldön is szívesen fogadták. A fehérneműk díszítésére vékony, a lepedők, terítők, függönyök készítésére vastagabb lenfonalat használtak.

### Szentesi csipke
Szentesen ugyancsak Kájel Endre kezdeményezésére kezdődött meg a csipkekészítés 1936-ban. Az első tanfolyamra háromszázan jelentkeztek, de csak 50 személyre tudtak anyagot biztosítani. Ez a foglalatosság hamar népszerű lett a városban és az itt készült csipkék londoni, párizsi, sőt fokföldi kézimunkaüzletekbe is eljutottak.

### Hunnia csipke
A köröstarcsai Hunnia csipke elindítója a 20. század elején Fáy Andrásné volt. Az itt készült csipkék szálvezetése sokkal szabadabb, mint a közismert vert csipkéké, sűrűn vert részei miatt csaknem vászonszerűek. Készítéséhez nagyon vékony fonalat használtak, a motívumokat vastagabb fonallal kontúrozva emelték ki. Munkaigényes, nagyon finom munkák, még díszruhák készítésére is alkalmazták.

### Móga csipke
Móga Endre gyógyszerész felesége, Reguly Margit iparművész foglalkozott csipkeveréssel, aki ezt a technikát állami ösztöndíjjal Brüsszelben tanulmányozta. Munkáival 1925-ben és 1927-ben mutatkozott be „Móga csipkéjével” iparművészeti kiállításon. Új stílust vezetett be, amit függönyökön, terítőkön, vékony fonalból készült mellfodrokon alkalmazta. Motívumai barokk rózsákat, leveles indákat, empire szalagcsokrokat, gránátalmát, szegfűt, pávát idéztek.

### A halasi csipke

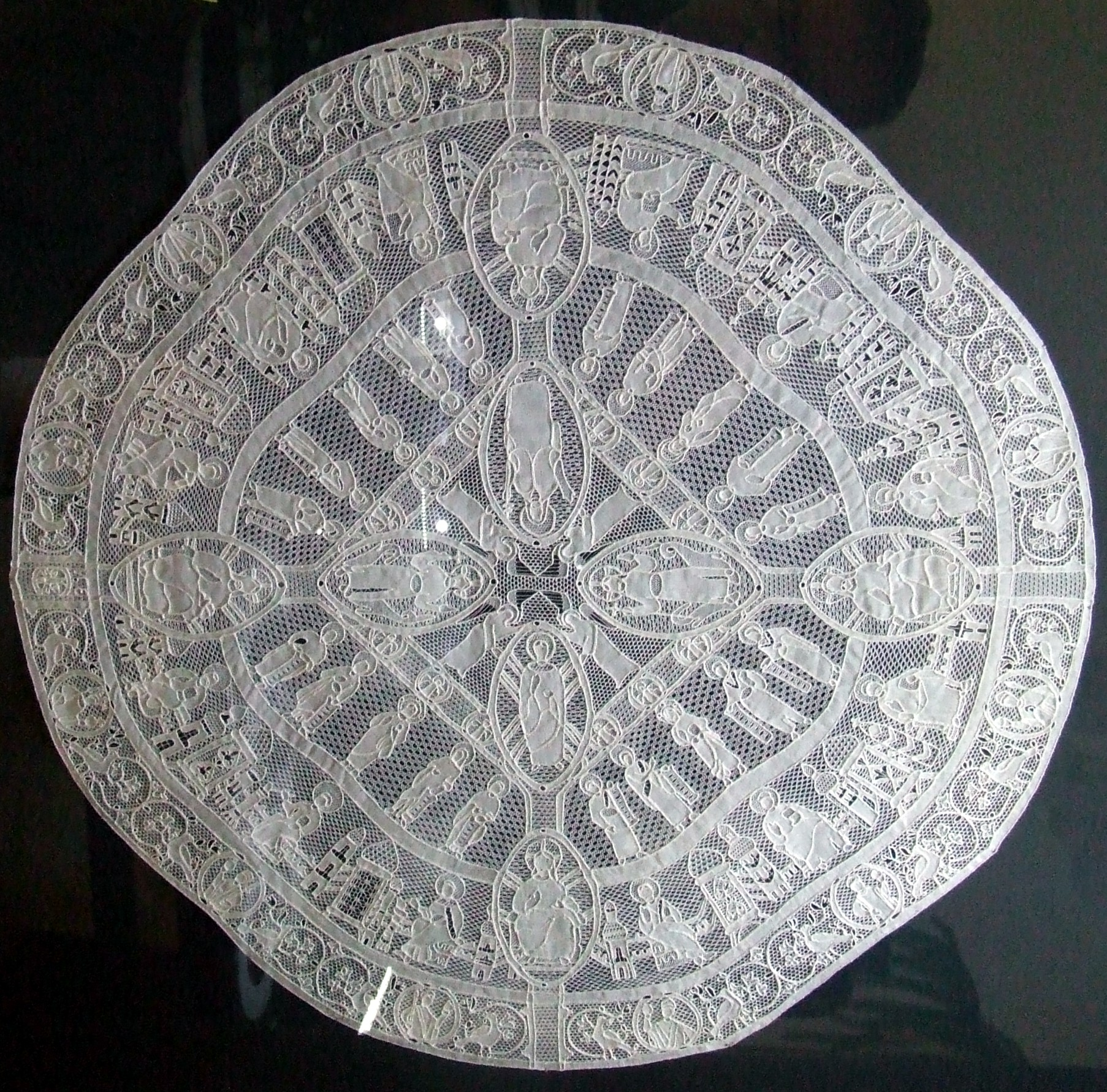
Koronázási palást terítő. (Csipkeház és Csipkemúzeum, Kiskunhalas)

A híres halasi csipkét Kiskunhalason készítik. Technikailag a varrott csipkék közé tartozik. Dékáni Árpád rajztanár tervei alapján Markovits Mária fehérneművarró készítette az első halasi csipkéket 1902-ben, és még évekig a Dékáni népi jellegű, magyaros motívumokat felhasználó rajzai alapján készítették azokat. Számos bel- és külföldi kiállításon szerepeltek sikerrel és hamar nagyon népszerűek, elismertek lettek. A halasi csipke egyedi jellegzetessége, hogy nagyon erősek a kontúrjai. A motívumok belsejét szövőöltéssel töltötték ki, aminek a következtében a csipke anyaga a legfinomabb batiszthoz lett hasonlatos.

### A csetneki csipke

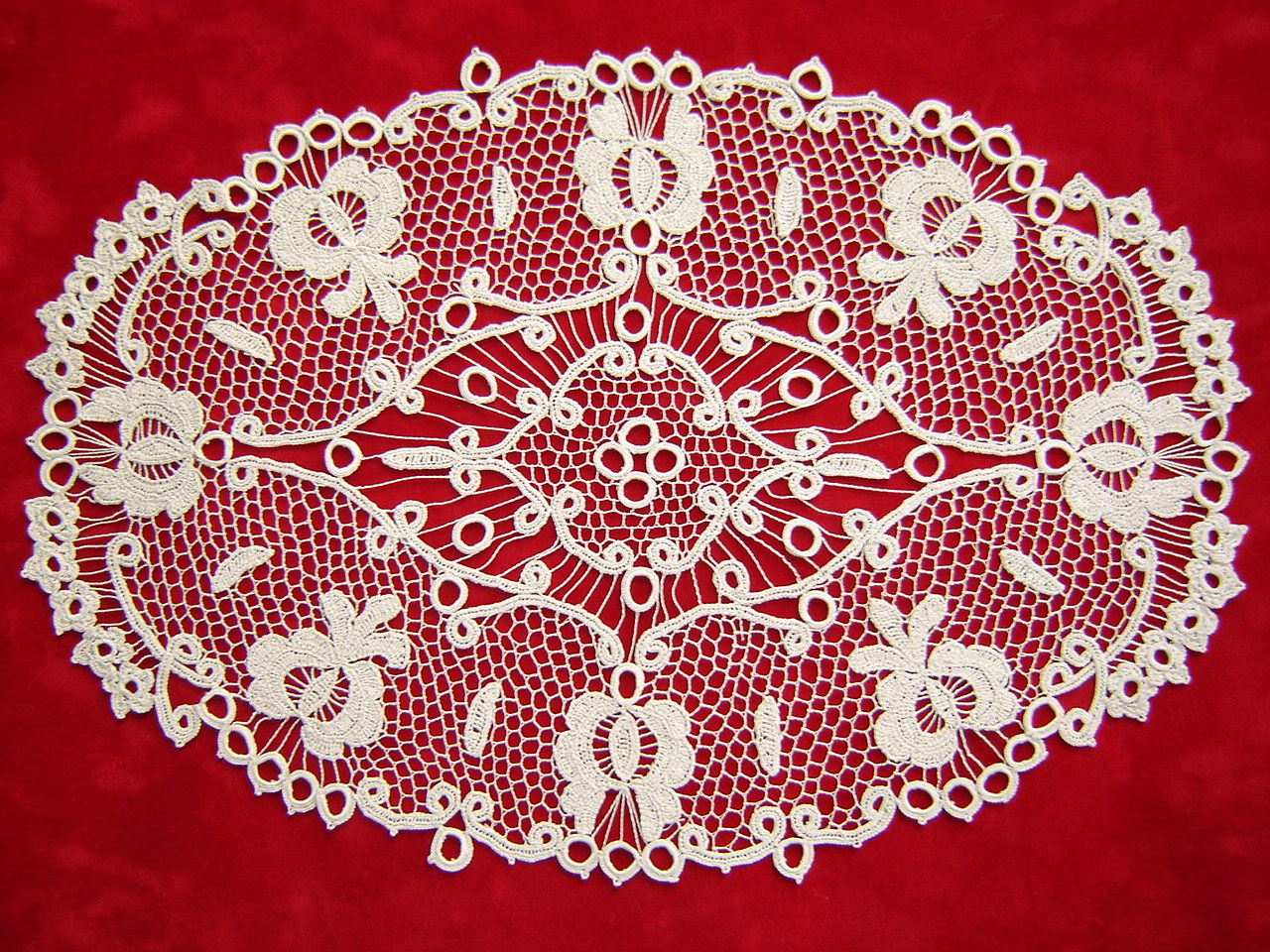
Csetneki csipkedísz

A ma Szlovákiához tartozó Csetneken a 20. század elején kezdtek csipkekészítéssel foglalkozni. A csetneki csipke az ír csipkéből fejlődött ki. Megalkotói a Szontagh nővérek, Erzsébet és Aranka voltak. A két csetneki úri hölgy egy nehéz időszakban, a csetneki dohánytermesztés megszüntetésekor, 1905-ben igyekezett munkát adni a környékbeli asszonyoknak. Ekkortájt a csipke nagyon népszerű volt az úri hölgyek világában. A csetneki csipke, amelynek különlegessége, hogy domború, gyorsan meghódította az akkori Magyarországot, később Európát, majd pedig Amerikát is. A horgolt motívumokat szintén horgolt, majd a későbbiekben varrott háló köti össze. Motívumvilága a magyar hímzéseken alapszik. Legjellemzőbb motívumai a tulipán, a rózsa, a karika, a levél, a bajusz vagy a cseresznye.

### A höveji csipke
A höveji hímzés fehér lyukhímzés, amit finom anyag kivarrása jellemez vékony hímzőfonállal, ezért "höveji csipkevarrásnak" is nevezik. Mintakincse leveles ágakból, rozettákból áll, amelyek néha szabad kompozíciójú bokordíszítményt, csokrot képeznek. A „kötés” vagy más néven „pókolás”, amelynek rendkívüli változatossága a höveji hímzést a maga nemében egyedülállóvá teszi, viszonylag későn, a 20. század elején jelent meg.

### Pannónia csipke
A vegyes, horgolt-varrott technikájú csipke megalkotása Bobai Győrffy János nagykanizsai ügyvéd feleségének, a régi nemesi családból származó Tomkaházi és Bisztricskai Thomka Ilonának a nevéhez fűződik. 1908 táján készítette első, különböző régi csipkékből odaillő csipkevarrási technikával összeállított estélyi ruhadíszét. Ruhadíszeinek olyan sikere volt, hogy rövidesen már nem győzte teljesíteni a rendeléseket, és két-három asszonyt megtanított a csipkevarrásra.
A csipke ilyen gyors térhódításában az is szerepet játszott, hogy a századfordulótól kezdve az úri asszonyok és nagypolgári hölgyek célkitűzése volt munkát adni a szegénységben élő, de megfelelő neveltetést kapott asszonyoknak és leányoknak, valamint segíteni, versenyképessé tenni a magyar népművészet és kézműipar remekműveit a világban. A Győrffy Jánosné által „feltalált” csipkezsinórt már a készítés korai szakaszában alkalmazták. Ez a zsinór az alapja a Pannónia-csipke leheletszerű könnyedségének és tartósságának. Győrffyné a technikát levédette, a szabadalom bejelentése a Magyar Királyi Szabadalmi Bíróságnál 1922. július 25-én történt. Így már érthető, miért nem közölték részletesen a csipke technikáját a különböző kézimunkaújságok. A csipkezsinór áttört, lyukacsos, fátyolszerű. Újdonsága és találmány-jellege abban állt, hogy sokféle változatban, bármely alakzat készítésére alkalmas.

## Csipkekészítők Magyarországon
- Kun Lászlóné
- Maszler Irén
- Mátray Magdolna
- Máté Julianna csetneki csipke
- Neszádeliné Kállai Mária – gömöri csipke (vert).
- Révész Márta
- Tóthné Szabó Terézia sóvári és a szolnoki varrott csipke
- Troll Istvánné, Fáyné Tornóczki Judit, Illés Brigitta, Regős Lídia – sóvári csipke
- Gilicze Istvánné Ilonka néni – Szeged
- Börcsök Zsuzsanna – Szeged
- Estók Judit – Nyíregyháza
- Román Andrásné Hadri Veronika – Zalaegerszeg, Pannónia csipke

## Kapcsolódó szócikk
- Vert csipke
- Gépi csipkekészítés